# 黑點青鱂
黑點青鱂，俗名黑點稻田魚，為輻鰭魚綱鶴鱵目異鱂亞目異鱂科的其中一種。

## 分布
本魚分布於南亞的印度、斯里蘭卡、孟加拉等淡水水域。

## 生態
生活於平地之池沼及河川水流緩慢處，水草茂盛處尤多。對鹽份及高溫耐性強，即使在鹽田或溫泉亦有存在。喜群游於水之表層，以小動植物為食。在交配後，受經的魚卵像葡萄似的從雌於肛門垂下，然後被植物刮擦而落在植物表面上卵，以便孵化。

## 經濟利用
不作食用，不可做為觀賞魚。